# Valerie Wildman
Pour les articles homonymes, voir Wildman.
Valerie Wildman, née à Miami Beach, est une actrice américaine active à partir des années 1980. 

## Biographie
Valerie Wildman est la fille de Leslie Ames, un mannequin pour Ford et Revlon. Elle obtient un diplôme de master.
Elle fait sa première apparition notable sur les écrans dans Salvador d'Oliver Stone, où elle incarne une journaliste provocatrice, Pauline Axelrod. Elle est connue pour ses onze ans dans le show télévisé Days of Our Lives, dans le rôle de Fay Walker, et pour son rôle de Christine Petit dans Beverly Hills 90210.

## Filmographie

### Cinéma
- 1984 : Splash : une invitée à la noce
- 1985 : Le Jeu du faucon (The Falcon and the Snowman)
- 1986 : Salvador : Pauline Axelrod
- 1986 : Un sacré bordel ! (A Fine Mess)
- 1987 : Le Flic de Beverly Hills 2
- 1990 : Affaires privées (Internal Affairs)
- 1991 : Désir fatal (Inner Sanctum) de Fred Olen Ray : Jennifer Reed
- 1991 : Neon City (en) : Sandy Randall
- 1996 : Mars Attacks!
- 1997 : The Shooter : Wendy
- 2000 : Seul au monde (Cast Away)
- 2008 : Film catastrophe (Disaster Movie) : Samantha Jones
- 2014 : Écho (Earth to Echo) : Christine Hastings

### Télévision
- 1983 : Hôpital St Elsewhere : femme au bar (épisode : Ties That Bind)
- 1985 : Matt Houston : Beth Thompson (épisode : The Beach Club Murders)
- 1986 : L'Agence tous risques : Sally Vogel (épisode : Alive at Five)
- 1987 : My Sister Sam (en) : Sara (épisode : And They Said It Would Never Last)
- 1987 : Rick Hunter : Laura Ormond  (épisode : Turning Point)
- 1988 : Down Delaware Road : Ann Heller (téléfilm)
- 1988 : Deadline: Madrid : Christine Martin (téléfilm)
- 1988 : Break of Dawn : Julia Voitek (téléfilm)
- 1989 : La loi est la loi (Jake and the Fatman) : Randy Flowers  (épisode : Snowfall)
- 1989 : Duo d'enfer : Joyce Ackerman (épisode : The Silver Scream)
- 1989 : Monsters : Jacqueline (épisode : Half as Old as Time)
- 1990 : Freddy, le cauchemar de vos nuits : Evelyn Hall (épisode : Funhouse)
- 1991-1992 : Dangerous Women (en) : Patricia Meadows / Faith Cronin (17 épisodes)
- 1992 : Le Juge de la nuit : Jill (épisode : Teenage Pajama Party Massacre: Part IV)
- 1993 : Les Contes de la crypte : femme au restaurant (épisode : Came the Dawn)
- 1994 : Arabesque : Diane Weaver (épisode : Proof in the Pudding)
- 1994 : Les Dessous de Palm Beach : Caroline Krane (épisode : Ask the Dust)
- 1995 : Le Silence des innocents (Indictment: The McMartin Trial) : Diana Sullivan (téléfilm)
- 1995 : Fast Company : Carrie Pendleton (téléfilm)
- 1996 : Walker, Texas Ranger : Teri Lansing (épisode : El Coyote: Part 2)
- 1996 : Un privé à Malibu (Baywatch Nights) : Doris Jennings (épisode : Backup)
- 1996 : Haute Tension (High Incident, épisode : Nobody Walks in El Camino)
- 1997 : Tracey Takes On... : Anna (épisode : 1976)
- 1997 : Skeletons : Belinda (téléfilm)
- 1997 : Chicago Hope : La Vie à tout prix : Carolyn Hunter (épisode : Positive I.D.s)
- 1997 : Fired Up (en) : Silvia (épisode : Are We Not Friends?)
- 1998 : Star Trek: Voyager : Nevala (épisode : Message in a Bottle)
- 1998 : Air America : Elisa McCarran (épisode : The Miracle)
- 1992-2000 : Beverly Hills 90210 : Christine Pettit (8 épisodes)
- 2001 : Spirit : Marjorie (téléfilm)
- 2003 : Nip/Tuck : Shelly Edwards (épisode : Kurt Dempsey)
- 2003 : Roman noir (Mystery Woman) : Janet Sinclair (téléfilm)
- 2005 : Les Experts : amie de Donna Eiger (épisode : King Baby)
- 2006 : Cold Case : Affaires classées : Landon en 2006 (épisode : Debut)
- 2006 : FBI : Portés disparus : Staci Newman (épisode : The Stranger)
- 2009 : Hôpital central : Deirdre Evans (2 épisodes)
- 1999-2011 : Des jours et des vies (Days of Our Lives) : Fay Walker (121 épisodes)
- 2011 : Mentalist : Sheryl (épisode : The Redshirt)
- 2013 : NCIS : Enquêtes spéciales : Valerie Kordish (épisode : Detour)
- 2013 : Hunt for the Labyrinth Killer : Beth Harrington (téléfilm)
- 2013-2014 : Venice: The Series (en) : infirmière (12 épisodes)
- 2016 : Roadside Stars : Bea (téléfilm)
- 2023 : Bel-Air : Cora (épisode 2.8 : Pursuit of Happiness)

### Jeux vidéo
- 1997 : Star Wars Jedi Knight: Dark Forces II : Sariss